# Charaxes
Charaxes är ett släkte av fjärilar. Charaxes ingår i familjen praktfjärilar.

## Bildgalleri

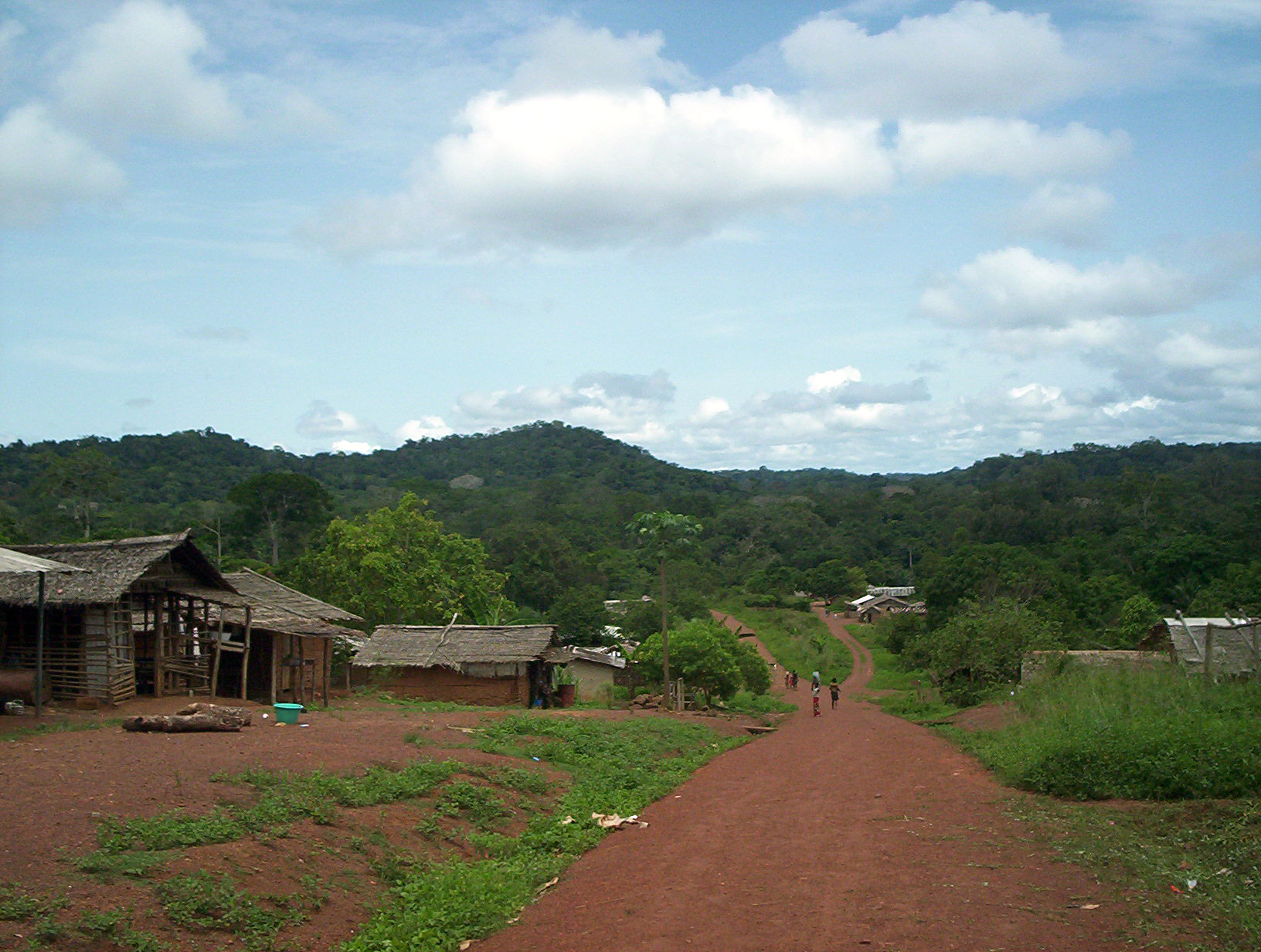
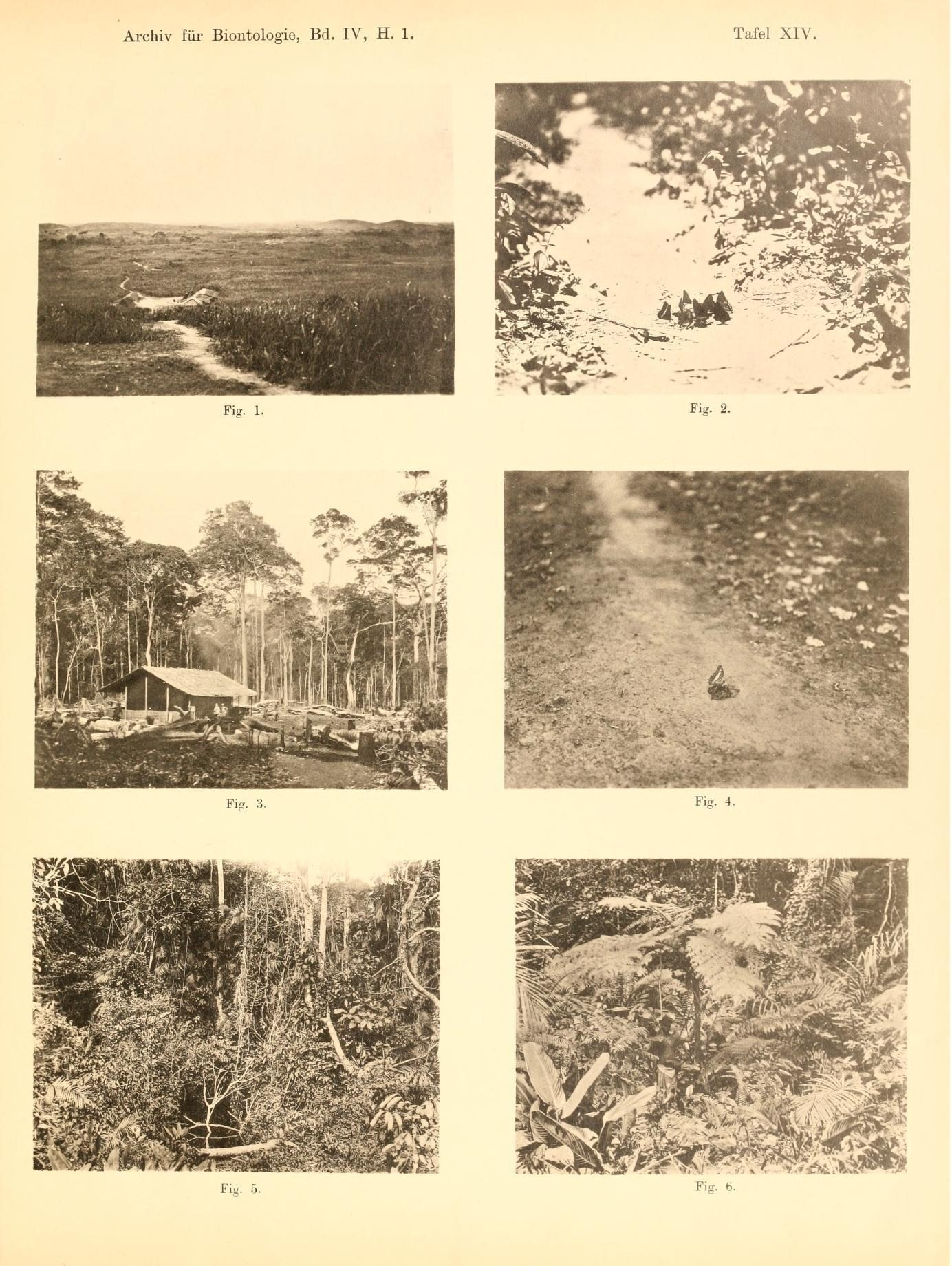
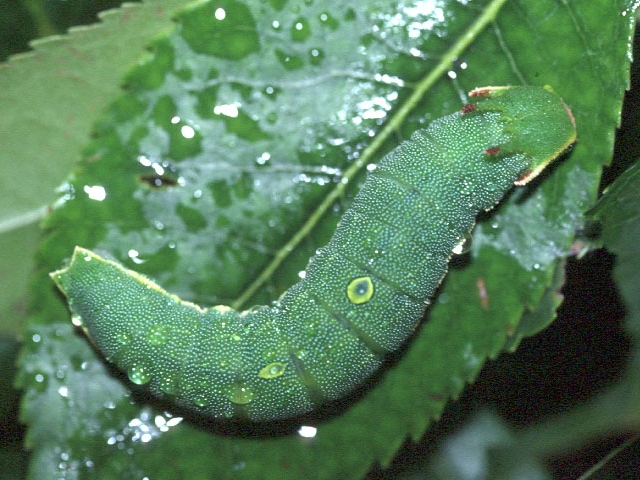
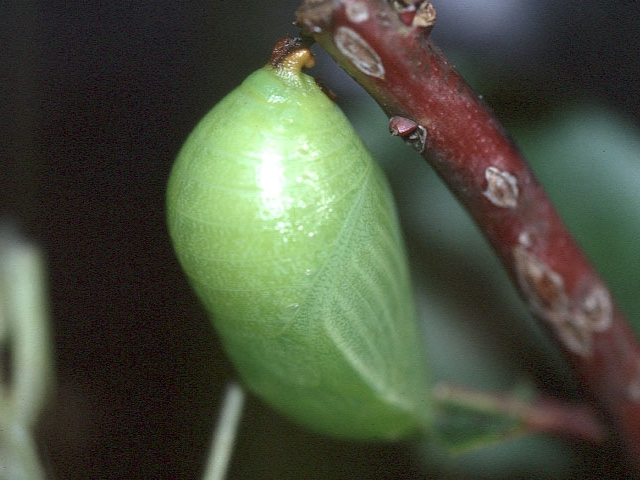
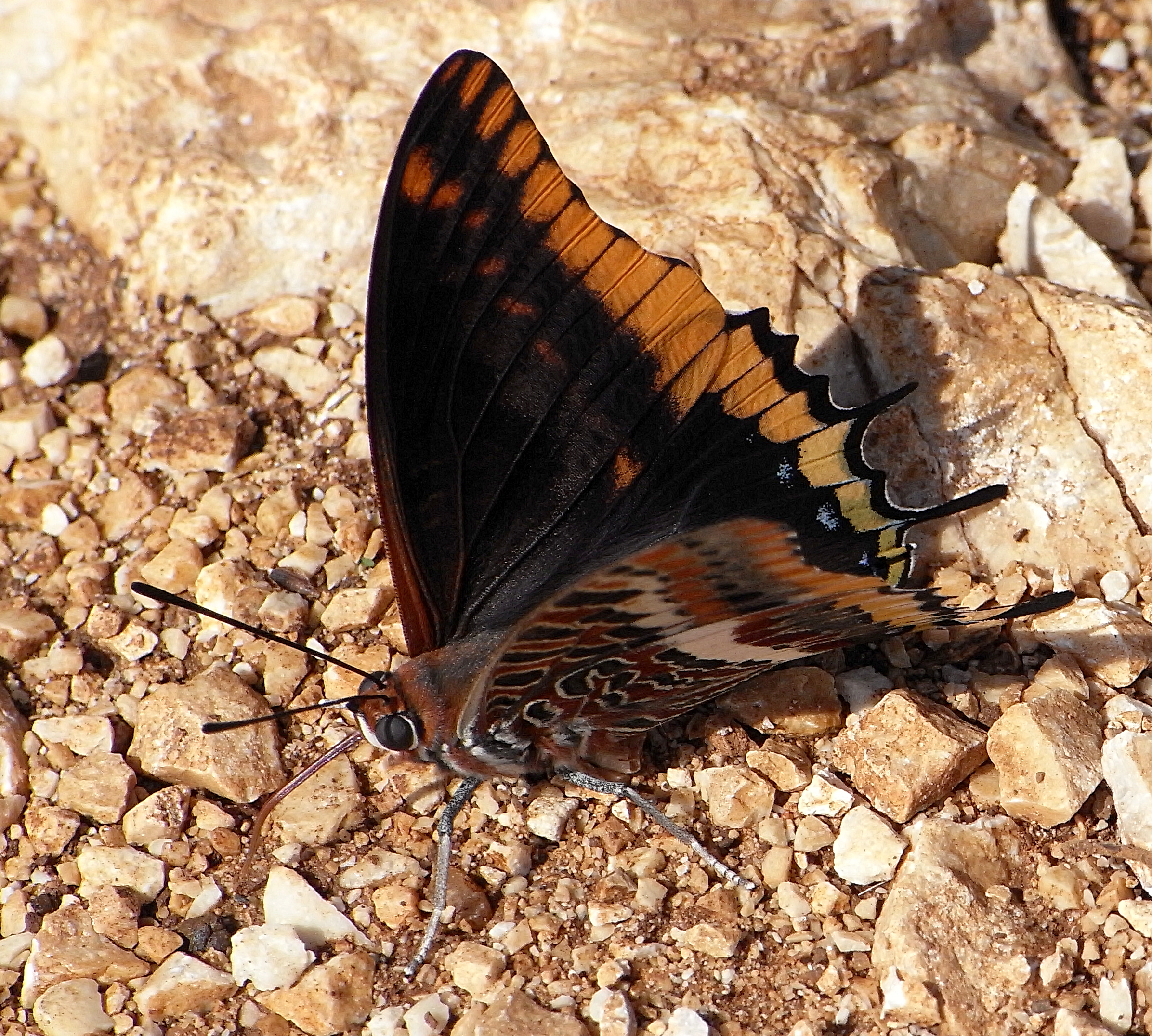
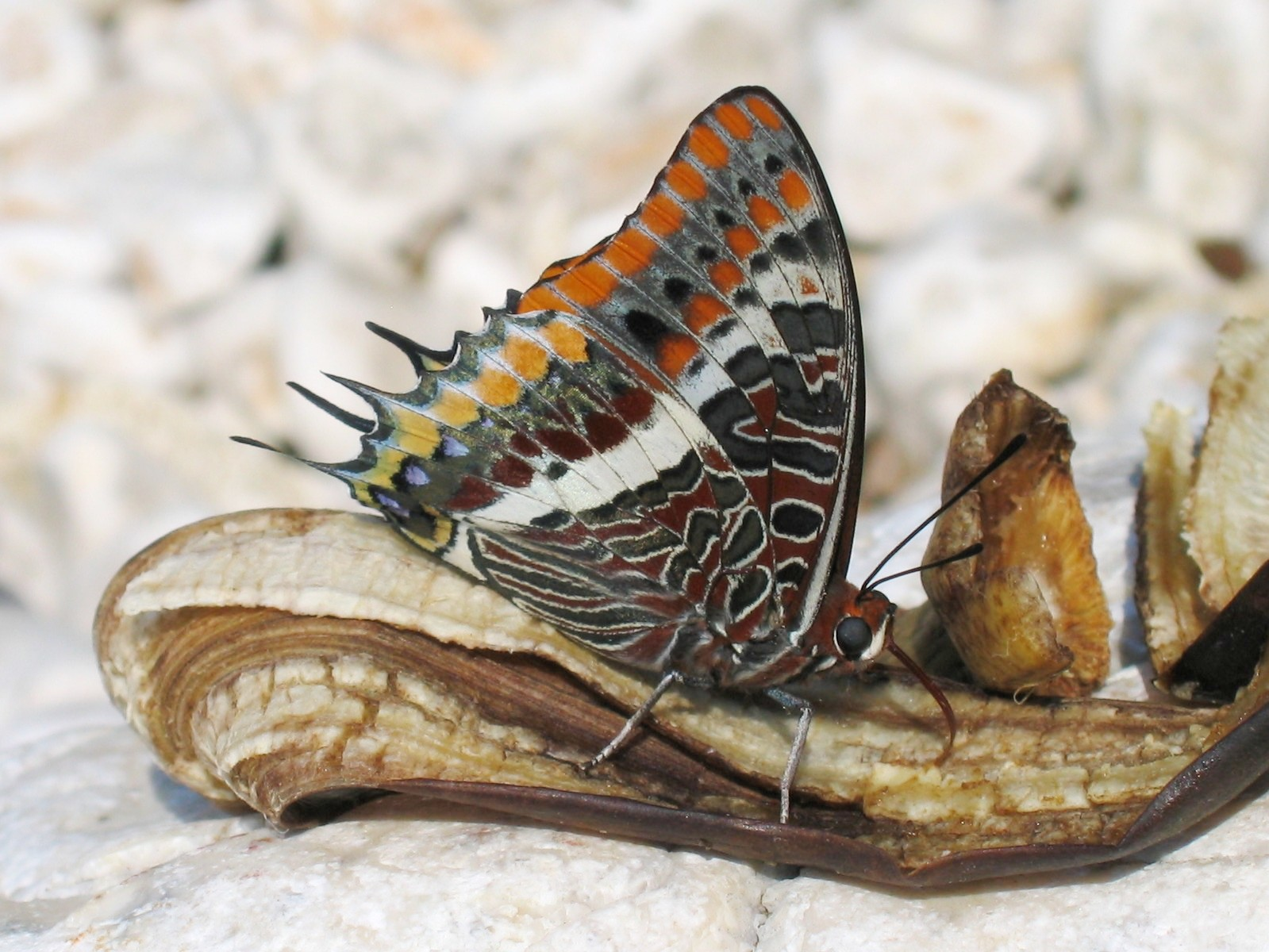

## Dottertaxa tillCharaxes, i alfabetisk ordning[1]
- Charaxes ablutus
- Charaxes abruptus
- Charaxes abyssinicus
- Charaxes achaemenes
- Charaxes achaemenesopsis
- Charaxes acolus
- Charaxes acraeoides
- Charaxes adamsoni
- Charaxes adelinae
- Charaxes adusta
- Charaxes aequidistans
- Charaxes aeson
- Charaxes aesonius
- Charaxes affinis
- Charaxes agabo
- Charaxes aginga
- Charaxes agna
- Charaxes ajax
- Charaxes alberici
- Charaxes albifascia
- Charaxes albimacula
- Charaxes albipuncta
- Charaxes albocaerulea
- Charaxes albofascia
- Charaxes alcimede
- Charaxes alcyone
- Charaxes alicea
- Charaxes alladinis
- Charaxes alladinoides
- Charaxes alpinus
- Charaxes alticola
- Charaxes amasia
- Charaxes amaurus
- Charaxes ameliae
- Charaxes amelina
- Charaxes amycus
- Charaxes analava
- Charaxes analeuca
- Charaxes andara
- Charaxes andranodorus
- Charaxes andriba
- Charaxes angusticaudatus
- Charaxes angusticlavius
- Charaxes angustus
- Charaxes ansorgei
- Charaxes antamboulou
- Charaxes antanala
- Charaxes anticlea
- Charaxes antiqua
- Charaxes antiquus
- Charaxes antonius
- Charaxes apicalis
- Charaxes arabica
- Charaxes ardjasanus
- Charaxes argynnides
- Charaxes aristogiton
- Charaxes artemis
- Charaxes arthuri
- Charaxes aruanus
- Charaxes atlantica
- Charaxes aubhuri
- Charaxes aubyni
- Charaxes aurantiaca
- Charaxes aurantimacula
- Charaxes australis
- Charaxes azota
- Charaxes babingtoni
- Charaxes bachmetjevi
- Charaxes baileyi
- Charaxes bajula
- Charaxes balfourii
- Charaxes baliensis
- Charaxes baringana
- Charaxes barnsi
- Charaxes basilisae
- Charaxes basiviridis
- Charaxes baumanni
- Charaxes bavenda
- Charaxes baya
- Charaxes bayanii
- Charaxes bebra
- Charaxes bellus
- Charaxes beni
- Charaxes berkeleyi
- Charaxes bernardiana
- Charaxes bernardii
- Charaxes bernardus
- Charaxes betanimena
- Charaxes betsimisaraka
- Charaxes bifida
- Charaxes biinclinata
- Charaxes bipunctatus
- Charaxes blachieri
- Charaxes blanda
- Charaxes bocqueti
- Charaxes bohemani
- Charaxes borneensis
- Charaxes boueti
- Charaxes bouringi
- Charaxes brainei
- Charaxes brennus
- Charaxes brevicauda
- Charaxes brevicaudatus
- Charaxes brunnescens
- Charaxes brunneus
- Charaxes brutus
- Charaxes bubastis
- Charaxes bugense
- Charaxes bupalus
- Charaxes burgessi
- Charaxes burtti
- Charaxes butleri
- Charaxes bwamba
- Charaxes cabacus
- Charaxes cacuthis
- Charaxes caerulea
- Charaxes caeruleotincta
- Charaxes caerulescens
- Charaxes cajus
- Charaxes caliginosa
- Charaxes calliclea
- Charaxes cameroonensis
- Charaxes camulus
- Charaxes candida
- Charaxes candiope
- Charaxes capensis
- Charaxes carolus
- Charaxes carpenteri
- Charaxes carteri
- Charaxes castor
- Charaxes castoris
- Charaxes castoroides
- Charaxes catachrous
- Charaxes catenaria
- Charaxes catenarius
- Charaxes catulus
- Charaxes cedreatis
- Charaxes centralis
- Charaxes cerynthus
- Charaxes chanleri
- Charaxes chepalungu
- Charaxes chintechi
- Charaxes chiron
- Charaxes chittyi
- Charaxes chloroticus
- Charaxes cimon
- Charaxes cimonides
- Charaxes cinadon
- Charaxes cithaeron
- Charaxes cithaeronoides
- Charaxes citrinella
- Charaxes cizeyi
- Charaxes claudei
- Charaxes comoranus
- Charaxes congdoni
- Charaxes conjugens
- Charaxes conjuncta
- Charaxes connectens
- Charaxes contrarius
- Charaxes corax
- Charaxes coryndoni
- Charaxes cottrelli
- Charaxes couilloudi
- Charaxes cowani
- Charaxes crepax
- Charaxes cryanae
- Charaxes cunctator
- Charaxes cupropurpurea
- Charaxes cyanescens
- Charaxes cybistia
- Charaxes cymo
- Charaxes cynthia
- Charaxes cytila
- Charaxes daemoniacus
- Charaxes daria
- Charaxes dealbata
- Charaxes demaculata
- Charaxes demonax
- Charaxes depuncta
- Charaxes desa
- Charaxes desmondi
- Charaxes dewitzi
- Charaxes diana
- Charaxes didingensis
- Charaxes dilutus
- Charaxes discipicta
- Charaxes distanti
- Charaxes diversiforma
- Charaxes dohertyi
- Charaxes doubledayi
- Charaxes draconis
- Charaxes dreuxi
- Charaxes druceanus
- Charaxes dubiosus
- Charaxes dummeri
- Charaxes dunkeli
- Charaxes durnfordi
- Charaxes dux
- Charaxes dyscrita
- Charaxes echo
- Charaxes ecketti
- Charaxes ehmckei
- Charaxes elatias
- Charaxes elgonae
- Charaxes elwesi
- Charaxes enganicus
- Charaxes entabeni
- Charaxes ephyra
- Charaxes epifabius
- Charaxes epijasioides
- Charaxes epijasius
- Charaxes epilais
- Charaxes erithalion
- Charaxes erythraea
- Charaxes etesipe
- Charaxes ethalion
- Charaxes ethalionoides
- Charaxes etheocles
- Charaxes etheoclessa
- Charaxes etheta
- Charaxes eudoxus
- Charaxes eupale
- Charaxes euphanes
- Charaxes euriale
- Charaxes eurialus
- Charaxes europaeus
- Charaxes evansi
- Charaxes everetti
- Charaxes evoei
- Charaxes fabius
- Charaxes falcata
- Charaxes fallax
- Charaxes faroensis
- Charaxes fasciatus
- Charaxes feisthameli
- Charaxes fervens
- Charaxes figinii
- Charaxes fionae
- Charaxes firmus
- Charaxes flavescens
- Charaxes flavifasciatus
- Charaxes flavimarginalis
- Charaxes flavomarginatus
- Charaxes flavus
- Charaxes florensis
- Charaxes foklinae
- Charaxes forcipigerans
- Charaxes fournierae
- Charaxes fractifascia
- Charaxes franouxi
- Charaxes freyi
- Charaxes fulgens
- Charaxes fulgurata
- Charaxes fuscus
- Charaxes gabonica
- Charaxes galawadiwosi
- Charaxes galba
- Charaxes gallagheri
- Charaxes gallayi
- Charaxes ganalensis
- Charaxes gazanus
- Charaxes geminus
- Charaxes genovefae
- Charaxes georgius
- Charaxes geraldi
- Charaxes gerdae
- Charaxes ghanaensis
- Charaxes gigantea
- Charaxes giselae
- Charaxes godarti
- Charaxes gordoni
- Charaxes grahamei
- Charaxes griseus
- Charaxes guderiana
- Charaxes guineensis
- Charaxes hadrianus
- Charaxes hageni
- Charaxes hamatus
- Charaxes hamulosa
- Charaxes handari
- Charaxes hannibal
- Charaxes hansalii
- Charaxes harmodius
- Charaxes harpagon
- Charaxes harpax
- Charaxes harrisoni
- Charaxes helgae
- Charaxes hemana
- Charaxes hierax
- Charaxes hildebrandtii
- Charaxes hindia
- Charaxes hipponax
- Charaxes hollandii
- Charaxes homerus
- Charaxes homeyeri
- Charaxes homochroa
- Charaxes homonymus
- Charaxes horatianus
- Charaxes horatius
- Charaxes howardi
- Charaxes howarthi
- Charaxes hysginus
- Charaxes illuminata
- Charaxes imitans
- Charaxes imitatrix
- Charaxes imna
- Charaxes imperialis
- Charaxes indefinita
- Charaxes inexpectata
- Charaxes infernus
- Charaxes infraconfluens
- Charaxes inopinatus
- Charaxes inornata
- Charaxes instabilis
- Charaxes intermedia
- Charaxes intermedius
- Charaxes interposita
- Charaxes iocaste
- Charaxes isabellae
- Charaxes jacksoni
- Charaxes jacksonianus
- Charaxes jahlusa
- Charaxes jalinder
- Charaxes jasius
- Charaxes jason
- Charaxes jeromei
- Charaxes joanae
- Charaxes jocaste
- Charaxes johnsoni
- Charaxes jordani
- Charaxes junius
- Charaxes kafakumbana
- Charaxes kagera
- Charaxes kahldeni
- Charaxes kahruba
- Charaxes karkloof
- Charaxes katangae
- Charaxes katangensis
- Charaxes katerae
- Charaxes kennethi
- Charaxes kenwayi
- Charaxes kenyae
- Charaxes kenyensis
- Charaxes khasianus
- Charaxes kheili
- Charaxes khimalara
- Charaxes kiellandi
- Charaxes kigeziensis
- Charaxes kigoma
- Charaxes kikuyuensis
- Charaxes kilimanjarica
- Charaxes kilimensis
- Charaxes kinduana
- Charaxes kirki
- Charaxes kirkoides
- Charaxes kissericus
- Charaxes kitungolensis
- Charaxes kivuanus
- Charaxes kulal
- Charaxes kulalensis
- Charaxes kungwensis
- Charaxes lacteata
- Charaxes lactetinctus
- Charaxes lambertoni
- Charaxes lampedo
- Charaxes laodice
- Charaxes lasti
- Charaxes laticatena
- Charaxes laticinctus
- Charaxes latimargo
- Charaxes latona
- Charaxes layardi
- Charaxes lecerfi
- Charaxes lemosi
- Charaxes lenis
- Charaxes leoninus
- Charaxes leopoldi
- Charaxes leto
- Charaxes levicki
- Charaxes liberiae
- Charaxes lichas
- Charaxes limboexstans
- Charaxes littoralis
- Charaxes loandae
- Charaxes lucida
- Charaxes lucretius
- Charaxes ludovici
- Charaxes lugari
- Charaxes luminosa
- Charaxes lunawara
- Charaxes lunigera
- Charaxes luscius
- Charaxes lutacea
- Charaxes lutea
- Charaxes lycurgus
- Charaxes lydiae
- Charaxes lysianassa
- Charaxes macclounii
- Charaxes maculata
- Charaxes maculatus
- Charaxes madensis
- Charaxes mafuga
- Charaxes mafugensis
- Charaxes mahawedi
- Charaxes major
- Charaxes malvacea
- Charaxes mangolianus
- Charaxes manica
- Charaxes marcia
- Charaxes margaretae
- Charaxes marginatus
- Charaxes marginepunctata
- Charaxes marica
- Charaxes marieps
- Charaxes maritima
- Charaxes marmax
- Charaxes mars
- Charaxes marsabitensis
- Charaxes martini
- Charaxes martinus
- Charaxes masaba
- Charaxes maudei
- Charaxes maura
- Charaxes mawamba
- Charaxes maximus
- Charaxes mechovi
- Charaxes melas
- Charaxes melloni
- Charaxes merguia
- Charaxes meridionalis
- Charaxes meru
- Charaxes metu
- Charaxes metzgeri
- Charaxes michelae
- Charaxes midas
- Charaxes mima
- Charaxes minor
- Charaxes mitchelli
- Charaxes mitschkei
- Charaxes mixtus
- Charaxes moerens
- Charaxes monteiri
- Charaxes monticola
- Charaxes montis
- Charaxes mukuyu
- Charaxes murina
- Charaxes mutschatschana
- Charaxes mycerina
- Charaxes myron
- Charaxes nagaensis
- Charaxes naganum
- Charaxes nairobicus
- Charaxes nandina
- Charaxes natalensis
- Charaxes nausicaa
- Charaxes neanthes
- Charaxes nebularum
- Charaxes negrosensis
- Charaxes nesaea
- Charaxes nesiope
- Charaxes neumanni
- Charaxes ngonga
- Charaxes nichetes
- Charaxes nicholii
- Charaxes nigrescens
- Charaxes nigropunctata
- Charaxes nisus
- Charaxes nitebis
- Charaxes nobilis
- Charaxes northcotti
- Charaxes nothodes
- Charaxes numenes
- Charaxes nyanzae
- Charaxes nyasae
- Charaxes nyasana
- Charaxes nyika
- Charaxes nyikensis
- Charaxes nzoia
- Charaxes obscura
- Charaxes obscuratus
- Charaxes obsolescens
- Charaxes obsoleta
- Charaxes obudoensis
- Charaxes occidens
- Charaxes occidentalis
- Charaxes ocellatus
- Charaxes ochracea
- Charaxes ochreata
- Charaxes ochrefascia
- Charaxes ochremaculata
- Charaxes ochreomacula
- Charaxes ochretincta
- Charaxes octavus
- Charaxes odysseus
- Charaxes ogovensis
- Charaxes ombiranus
- Charaxes ongeus
- Charaxes opinatus
- Charaxes orchomenus
- Charaxes orientalis
- Charaxes orilus
- Charaxes othello
- Charaxes overlaeti
- Charaxes pagenstecheri
- Charaxes pallicimacula
- Charaxes pallida
- Charaxes pallidior
- Charaxes pantherinus
- Charaxes paphianus
- Charaxes papuensis
- Charaxes paradoxa
- Charaxes parafervens
- Charaxes paraperpullus
- Charaxes parcepicta
- Charaxes paris
- Charaxes parmenion
- Charaxes parvicaudatus
- Charaxes patergodarti
- Charaxes patrizii
- Charaxes pauciventata
- Charaxes pauliani
- Charaxes peculiaris
- Charaxes pelias
- Charaxes pelopia
- Charaxes pemba
- Charaxes pembanus
- Charaxes penningtoni
- Charaxes penricei
- Charaxes peridoneus
- Charaxes perpullus
- Charaxes petersi
- Charaxes phaeacus
- Charaxes phaeus
- Charaxes phanera
- Charaxes philopator
- Charaxes philosarcus
- Charaxes phlegmone
- Charaxes phlegonotis
- Charaxes phoebus
- Charaxes phraortes
- Charaxes picta
- Charaxes plateni
- Charaxes pleione
- Charaxes pleistoanax
- Charaxes plutus
- Charaxes pollussa
- Charaxes pollux
- Charaxes polyxena
- Charaxes polyxo
- Charaxes pondoensis
- Charaxes porthos
- Charaxes praestantius
- Charaxes primitiva
- Charaxes princeps
- Charaxes proadusta
- Charaxes propinqua
- Charaxes protocedreatis
- Charaxes protoclea
- Charaxes protokirki
- Charaxes protomanica
- Charaxes protonothodes
- Charaxes proximans
- Charaxes psaphon
- Charaxes pseudobohemani
- Charaxes pseudocarpenteri
- Charaxes pseudofervens
- Charaxes pseudomanica
- Charaxes pseudophaeus
- Charaxes pseudorosae
- Charaxes pseudosmaragdalis
- Charaxes purpurea
- Charaxes purpurina
- Charaxes pythodoris
- Charaxes rabaiensis
- Charaxes ragazzii
- Charaxes raidhaka
- Charaxes rectans
- Charaxes reducta
- Charaxes regalis
- Charaxes regius
- Charaxes reimeri
- Charaxes relatus
- Charaxes renati
- Charaxes repetitus
- Charaxes rex
- Charaxes rhea
- Charaxes richelmanni
- Charaxes rogersi
- Charaxes rosae
- Charaxes rosea
- Charaxes rosella
- Charaxes rosemariae
- Charaxes rossa
- Charaxes rougeoti
- Charaxes ruandana
- Charaxes rubescens
- Charaxes rwandensis
- Charaxes rydoni
- Charaxes sabulosus
- Charaxes sambavanus
- Charaxes saturnalis
- Charaxes saturnus
- Charaxes schoutedeni
- Charaxes schultzei
- Charaxes scylax
- Charaxes selousi
- Charaxes septentrionalis
- Charaxes serendiba
- Charaxes seriata
- Charaxes severus
- Charaxes sidamo
- Charaxes sinensis
- Charaxes sinuosa
- Charaxes smaragdalis
- Charaxes solon
- Charaxes somalicus
- Charaxes sorianoi
- Charaxes splendens
- Charaxes spoliata
- Charaxes spoliatus
- Charaxes staudingeri
- Charaxes stephanus
- Charaxes stevensoni
- Charaxes subalbescens
- Charaxes subargentea
- Charaxes subcaerulea
- Charaxes subornatus
- Charaxes subpallida
- Charaxes suk
- Charaxes sulaensis
- Charaxes sulphureus
- Charaxes sumatranus
- Charaxes sumbanus
- Charaxes superbus
- Charaxes suppressa
- Charaxes swynnertoni
- Charaxes talagugae
- Charaxes tanganika
- Charaxes tanganyikae
- Charaxes taverniersi
- Charaxes tavetensis
- Charaxes tectonis
- Charaxes teita
- Charaxes tenuis
- Charaxes theobaldo
- Charaxes theresae
- Charaxes thersander
- Charaxes thespius
- Charaxes thomasius
- Charaxes thurius
- Charaxes thyestes
- Charaxes thysii
- Charaxes tilli
- Charaxes tiridates
- Charaxes tiridatinus
- Charaxes toro
- Charaxes toyoshimai
- Charaxes tricolor
- Charaxes tristis
- Charaxes turlini
- Charaxes ufipa
- Charaxes unedonis
- Charaxes ungemachi
- Charaxes uniformis
- Charaxes upembana
- Charaxes usambarae
- Charaxes wallacei
- Charaxes vandepolli
- Charaxes vansomereni
- Charaxes vansoni
- Charaxes vansonoides
- Charaxes varenius
- Charaxes variata
- Charaxes watti
- Charaxes wbrunnea
- Charaxes velox
- Charaxes wernickei
- Charaxes wetterensis
- Charaxes vetula
- Charaxes whytei
- Charaxes victoriaeincola
- Charaxes viettei
- Charaxes wincka
- Charaxes viola
- Charaxes violacea
- Charaxes violetta
- Charaxes violitincta
- Charaxes viridicaerulea
- Charaxes viridicostatus
- Charaxes viridis
- Charaxes virilis
- Charaxes woodi
- Charaxes vumbui
- Charaxes xiphares
- Charaxes zambiae
- Charaxes zelica
- Charaxes zephyrus
- Charaxes zinjense
- Charaxes zoippus
- Charaxes zoolina